# Dominik Fischnaller
Dominik Fischnaller (Brixen, 20 februari 1993) is een Italiaanse rodelaar. Hij is de jongere broer van Hans Peter en de neef van Kevin Fischnaller, beiden rodelaars op mondiaal niveau. Hij vertegenwoordigde zijn vaderland op de Olympische Winterspelen 2014 in Sotsji. 

## Carrière
Bij zijn wereldbekerdebuut, in november 2010 in Igls, scoorde Fischnaller direct wereldbekerpunten. Een week later behaalde hij in Winterberg zijn eerste toptienklassering in een wereldbekerwedstrijd. Op de wereldkampioenschappen rodelen 2012 in Altenberg eindigde de Italiaan op de elfde plaats. In januari 2013 stond Fischnaller in Königssee voor de eerste maal in zijn carrière op het podium van een wereldbekerwedstrijd. In Whistler nam hij deel aan de wereldkampioenschappen rodelen 2013. Op dit toernooi eindigde hij individueel op de zestiende plaats, in de landenwedstrijd eindigde hij samen met Sandra Gasparini, Christian Oberstolz en Patrick Gruber op de zesde plaats. Op 17 november 2013 boekte de Italiaan in Lillehammer zijn eerste wereldbekerzege.

## Resultaten

### Olympische Spelen
| Jaar | Plaats | Resultaten     |
| ---- | ------ | -------------- |
| 2014 | Sotsji | 6e Individueel |

### Wereldkampioenschappen
| Jaar | Plaats    | Resultaten                                  |
| ---- | --------- | ------------------------------------------- |
| 2012 | Altenberg | 11e Individueel (mannen)                    |
| 2013 | Whistler  | 16e Individueel (mannen) 6e Landenwedstrijd |

### Wereldbeker
Eindklasseringen
| Seizoen   | Plaats |
| --------- | ------ |
| 2010/2011 | 15e    |
| 2011/2012 | 9e     |
| 2012/2013 | 7e     |

Wereldbekerzeges
| Datum            | Plaats      | Onderdeel            |
| ---------------- | ----------- | -------------------- |
| 17 november 2013 | Lillehammer | Individueel (mannen) |